# Bettowia
Bettowia (en anglais : Bettowia Island) ou parfois Battowia (Battowia Island) est une île caribéenne inhabitée de l'archipel des Grenadines, dans la région des Petites Antilles. Son administration politique relève de Saint-Vincent-et-les-Grenadines. Bettowia se trouve au nord-est de Baliceaux, à l'est de Bequia et de Petite Niévès et au sud de l'île principale de Saint-Vincent. Bettowia est l'île la plus orientale de l'archipel.

## Faune
Bettowia est surnommée localement « l'île aux oiseaux » ("Bird island") car elle offre un cadre de reproduction et de nidification à une grande variété d'oiseaux marins. On y rencontre, notamment parmi les plus grandes envergures, les frégates, fous, mouettes et goélands ainsi que pélicans bruns, noddis bruns et sternes fuligineuses. En outre, l'île abrite des espèces que l'on retrouve plus fréquemment dans les terres telles que le moqueur des savanes, la tourterelle oreillarde et le colibri huppé.
Parmi les hôtes de l'île, il faut compter la présence de chèvres, de l'amphiuma, rare serpent américain, et d'un serpent endémique à l'archipel, Mastigodryas bruesi.
Depuis 1987, Battowia s'honore du statut de réserve naturelle protégée